# Біда Віталій Іванович
Біда Віталій Іванович  (нар. 17 квітня 1960, Чернігівська область) — український лікар-стоматолог, доктор медичних наук, професор. Завідувач кафедри ортопедичної стоматології, головний позаштатний стоматолог-ортопед МОЗ України, Президент асоціації стоматологів — ортопедів і зубних техніків України.

## Біографічні відомості
Віталій Іванович Біда народився 17 квітня 1960 р. в с.м.т. Холми Корюківського р-ну Чернігівської області, Україна.
1982 р. закінчив стоматологічний факультет Київського медичного інституту імені академіка О. О. Богомольця.
1982—1983 рр. навчався в інтернатурі.
1987 — 1990 рр. проходив навчання в аспірантурі на кафедрі ортопедичної стоматології Київського державного інституту удосконалення лікарів.
1990 — 1999 рр. працював на посаді асистента кафедри ортопедичної стоматології КДІУЛ; 1999—2006 рр. доцент кафедри ортопедичної стоматології КМАПО імені П. Л. Шупика.
2003 — 2005 рр. завідував курсами удосконалення зубних техніків Інституту стоматології НМАПО імені П. Л. Шупика
2005 — 2007 рр. — завідувач кафедри ортопедичної стоматології та ортодонтії Медичного інституту Української асоціації народної медицини.
2006—2007 рр. професор кафедри ортопедичної стоматології НМАПО імені П. Л. Шупика, 2007 — по т/ч — завідувач кафедри ортопедичної стоматології НМАПО імені П. Л. Шупика.
з 2007 — по теперішній час — завідувач кафедри ортопедичної стоматології НМАПО імені П. Л. Шупика.
2008 р. закінчив Національну академію державного управління при Президентові України (з відзнакою).
2004 — 2013 рр. заступник директора Інституту стоматології НМАПО імені П. Л. Шупика.
2008 — 2014 р. — Генеральний секретар асоціації стоматологів України.
2008 року — Головний позаштатний стоматолог — ортопед МОЗ України.
Засновник та з 2010 року Президент Асоціації стоматологів ортопедів і зубних техніків України.

## Захист дисертаційних робіт
1990 р. захистив кандидатську дисертацію.
2004 р. захистив докторську дисертацію. Здобув вчені звання доцента у 2001 та професора у 2007 рр.

## Наукова діяльність
Лікар вищої категорії за фахом «ортопедична стоматологія».
Сфера наукових інтересів: фізіологія та патологія зубощелепної системи, комплексне лікування патологічного стирання твердих тканин зубів, захворювань тканин пародонта, дисфункції скронево-нижньощелепних суглобів, реабілітація хворих після часткової та повної втрати зубів зубів із застосуванням сучасних ортопедичних технологій.
Автор та співавтор більше 250 наукових публікацій та 15 патентів.
Під керівництвом професора В. І. Біди захищено 9 кандидатських та 1 докторська дисертація.